# Аза (Литва)
Аза (лит. Aza) — село в восточной части Литвы, входит в состав Игналинского района.

## География
Село Аза находится в западной части Игналинского района в 7 км (по автодороге — 11 км) к западу от районного центра Игналина. Находится у дороги 102 Вильнюс — Швенчёнис — Зарасай. Ближайший населённый пункт — село Вайшнюнай.

## Население
По данным переписи 2011 года, население Азы составило 4 человека.
| 1905 | 1931 | 1970 | 1989 | 2001 | 2011 |
| ---- | ---- | ---- | ---- | ---- | ---- |
| 38   | 28   | 12   | 5    | 1    | 4    |